# ورثة التنين
«ورثة التنين» (بالإنجليزية: The Heirs of the Dragon)‏ هو العرض الأول لمسلسل إتش بي أو الدرامي الفنتازي التلفزيوني آل التنين. كُتِبَت الحلقة الأولى من الموسم الأول بواسطة المؤلف المشارك للمسلسل ريان كوندال، في اقتباس للنصف الثاني من رواية النار والدم لجورج ر. ر. مارتن . الحلقة من إخراج ميغيل سابوجنيك.
باعتبارها الحلقة الأولى من المسلسل، فهي تقدم إعداد وعرض الشخصيات الرئيسية.

## الحبكة

### المقدمة، في هارينهال
قبل 181 عامًا من ولادة دنيرس تارجارين، عقد جدها الملك جيهيرس تارجارين (ميخائيل كارتر) مجلسًا عظيمًا لتجنب الحرب الأهلية. حيث سُمِّيَ الأمير فيسريس (بادي كونسيدين)، حفيده الأكبر، وريثًا، في ظل دعم العديد من اللوردات الأميرة رينيس (إيف بيست)، حفيدته الأكبر.

### في كينغز لاندينغ
بعد تسع سنوات، كانت زوجة فيسريس، الملكة إيما (سيان بروك)، حاملًا بما هو متأكد من أنه سيكون ابنًا. يصر السيد أوتو هايتور (ريس ايفانز)، معاون الملك، على عودة الأمير ديمون (مات سميث)، قائد حرس المدينة، إلى زوجته، لكن فيسريس يرفض.
في إحدى البطولات، كانت ابنة فيسريس، الأميرة رينيرا (ميلي آلكوك)، وابنة أوتو، السيدة أليسينت (إميلي كاري)، مفتونتان بالسيد كريستون كول، فارس وضيع هزم ديمون. في هذه الأثناء، تموت إيما أثناء المخاض بعد أن أجبرها فيزريس على إجراء ولادة قيصرية، وتوفي طفلها بايلون بعد فترة وجيزة.
يخبر أوتو المجلس الصغير أنه أثناء وجوده في بيت دعارة، قام دييمون شرب نخب بايلون، ووصفه بأنه «وريث ليوم واحد». يزيل فيسريس ديمون من خط الخلافة، ويُسمّي رينيرا وريثه، أخبرها إيغون أنه حلم بتهديد لا يمكن أن يهزمه ويستيروس إلا إذا جلس تارجيريان على العرش الحديدي.
بينما يقسم أمراء ويستروس الولاء لرينيرا، يغادر ديمون وعشيقه ميساريا (سونويا ميزونو) على ظهر تنينه.

## طاقم الشخصيات

### الشخصيات الرئيسية
- بادي كونسيدين بدور الملك فيسريس تارجارين[1]
- مات سميث بدور الأمير ديمون تارجارين[1]
- ميلي آلكوك بدور الأميرة رينيرا تارجارين الشابة[1]
- ريس ايفانز بدور السير أوتو هايتور[1]

### الشخصيات المساعدة
- ستيف توسان بدور اللورد كورليس فيلاريون[1]
- إيف بيست بدور الأميرة راينيس تارجارين[1]
- سونويا ميزونو بدور ميساريا[1]
- فابيان فرانكل بدور السير كريستون كول[1]
- إميلي كاري بدور أليسينت هايتاور الشاب[1]
- غراهام مكتافيش بدور السير هارولد ويسترلينج[1]

## الاستقبال

### التقييمات
حصلت حلقة «ورثة التنين» على 9.9 مليون مشاهد. تسبب حجم الجمهور في تعطل إتش بي أو ماكس لبعض المستخدمين. أبلغ داون ديتيكتور عن 3700 بلاغ بأن التطبيق لا يستجيب.

### الاستقبال النقدي
في مجمع التعليقات روتن توميتوز، حصلت الحلقة على نسبة موافقة بلغت 85% بناءً على 95 مراجعة، بمتوسط تقييم 7.4/10. قال الإجماع النقدي في الموقع، «تحمل ثقل سلالة تلفزيونية مقدسة،» إن حلقة «ورثة التنين» «لن تشجع المشاهدين بشكل كامل على صراع العروش مرة أخرى، ولكنه يضع اللوحة بقوة مع الكثير من الدماء».
أعطت هيلين أوهارا، كاتبة آي جي إن، الحلقة الأولى تصنيف 8 من 10 وقالت: «يمثل العرض الأول لحلقة آل التنين بداية قوية وجيدة لمسلسل مشتق من صراع العروش. وهذا يبدو قريبًا جدًا من سابقتها من حيث النبرة والمحتوى، ولكنها تنشئ على الفور صراعًا على السلطة حول ملك لطيف ضعيف الإرادة وشخصيات جديدة حية لخوض تلك المعارك.» جينا شيرير من إيه. في. كلوب صنفت الحلقة بـ«ب» وكتبت، «إذا كانت هذه الحلقة الأولى هو شيء سيستمر، فسيكون آل التنين أكثر رقة من صراع العروش، للأفضل أو للأسوأ.» وانتقدت تصميم الإنتاج، وخاصة «الملابس والتكنولوجيا والمصطلحات»، لكونها «متطابقة مع تلك الموجودة في صراع العروش» على الرغم من حدوثها قبل قرنين من الزمان.